# Puppet Master
Puppetmaster ist ein US-amerikanischer Horrorfilm des Regisseurs David Schmoeller und Full-Moon-Entertainment-Gründer und Produzent Charles Band aus dem Jahr 1989. Der Film ist eine Co-Produktion von Empire Pictures und Full Moon Entertainment im Verleih der Paramount Pictures. Es folgten vierzehn Fortsetzungen, zuletzt Puppet Master: Doktor Death im Jahr 2022. In Deutschland wurde der Film ab November 1989 auf VHS vertrieben.

## Handlung
Im Jahr 1939 versucht Andre Toulon, von ihm hergestellte Puppen, die er mit einem selbst entwickelten Elixier zum Leben erwecken kann, vor den Nazis zu schützen. Sie wollen das Elixier von ihm stehlen, um die unheimlichen Kräfte, die in dem Lebenselixier stecken, für ihre eigenen Machenschaften zu nutzen. Toulon ist in einem abgelegenen Hotel untergekommen, doch die Nazis kennen seinen Aufenthaltsort und suchen nach ihm. Als eine der Puppen, Blade, ihn warnen will, weiß Toulon schon davon. Er schließt die Puppen und das Elixier in einen Koffer, den er in einer Geheimwand des Hotelzimmers versteckt. Zwei von den Nazis abgesandte Killer sind inzwischen auf dem Weg zu seinem Hotelzimmer. Als Toulon einen Revolver zur Hand nimmt, um sich umzubringen, damit das Geheimnis bewahrt bleibt, stürmen die Killer in sein Hotelzimmer und Toulon schießt sich mit dem Revolver in den Mund.
50 Jahre später, im Jahr 1989, besitzt der Forscher Neil Gallagher das Hotel und entdeckt den Koffer, den der Puppenmeister Toulon versteckt hat. Er schickt vier Freunden von ihm, Alex Whitaker, Dana Hadley, Frank Forrester und Carissa Stamford, die alle Parapsychologen sind, eine durch Telepathie übermittelte Nachricht, die sie in das alte Gebäude führen soll, um ihnen das Geheimnis des ewigen Lebens zu offenbaren.
Gallagher will das Elixier für sich selbst nutzen, sich töten und dann wieder zum Leben erwecken. Doch zuerst erprobt er es an den Puppen und beschwört dunkle Mächte herauf. Einer nach dem anderen werden Gallaghers Freunde von den Puppen mit ihren tödlichen Werkzeugen auf grausame Art umgebracht.
Mit der Zeit findet Alex Whitaker mit Hilfe von Gallaghers Frau heraus, dass Gallagher das Elixier an sich selbst ausprobiert hat, um unsterblich zu werden und auch seine Frau und Alex töten will. Für seine mörderischen und wahnsinnigen Pläne hat er die Puppen missbraucht. Außerdem hat Gallagher schon die Eltern seiner Frau auf dem Gewissen, um an das Hotelerbe und die Formel des alten Puppenmeisters heranzukommen. Als Gallagher dann auch die Puppen gegen sich aufbringt, wenden diese sich von Gallagher ab. Alex kann ihn überwältigen und die Puppen töten Gallagher mit ihren Werkzeugen.

## Kritik
Das Lexikon des internationalen Films bezeichnete den Film als einen „sorgfältig komponierte[n] Horrorfilm.“ Er setze mehr auf „suggestive Wirkung als auf brutale Schocks.“

## Hintergrund
- Die Dreharbeiten fanden unter anderem in Castle Green Pasadena und im Mission Inn Riverside Kalifornien USA statt.
- Die Puppen heißen Oriental, Blade, Tunneler, Pinhead, Jester und Leech Woman. Die Effekte der Puppen stammen von David Allen Productions.
- Die Filmmusik stammt von Richard Band, Bruder von Produzent Charles Band. Er schrieb unter anderem auch die Musik zur TV-Serien Stargate SG-1, dem Film Re-Animator und den Puppet Master Fortsetzungen.

### Synchronisation
Die deutsche Synchronfassung entstand bei der Alster Studios Synchron in Hamburg.
| Rolle            | Darsteller       | Synchronsprecher      |
| ---------------- | ---------------- | --------------------- |
| Alex Whitaker    | Paul Le Mat      | Andreas von der Meden |
| Andre Toulon     | William Hickey   | Günther Jerschke      |
| Neil Gallagher   | Jimmie F. Skaggs | Peter Heinrich        |
| Megan Gallagher  | Robin Frates     | Marion von Stengel    |
| Carissa Stamford | Kathryn O’Reilly | Heidi Berndt          |
| Theresa          | Mews Small       | Reinhilt Schneider    |

## Fortsetzungen
Bisher entstanden vierzehn Fortsetzungen. Diese Filme wurden direkt für den Video- bzw. später DVD-Markt produziert. Dämonische Spiele – Puppet Master vs. Demonic Toys aus dem Jahr 2004 stellt ein Crossover aus dem Puppet Master-Universum und der Demonic Toys-Filmreihe dar. Dieser Film wurde von Ted Nicolaou für das Fernsehen gedreht. Der Regisseur David DeCoteau inszenierte vier Teile der Filmreihe, zwei Streifen drehte Jeff Burr, drei Charles Band, der sonst als Produzent der Reihe in Erscheinung trat. David Allen übernahm beim zweiten Teil die Regie und war als Spezialeffektkünstler an mehreren Filmen beteiligt. Die Rolle des Andre Toulon übernahm im zweiten Teil Steve Welles, gefolgt von Guy Rolfe, der ihn in insgesamt vier Filmen verkörperte. Mit Blade: The Iron Cross (2020) und Doktor Death (2022) entstanden zwei Spin-Offs.
- 1991: Puppet Master II
- 1991: Puppet Master III – Toulons Rache (Puppet Master III)
- 1993: Puppet Master 4
- 1994: Puppet Master 5: The Final Chapter
- 1998: Curse of the Puppet Master
- 1999: Retro Puppet Master
- 2003: Puppet Master: The Legacy
- 2004: Dämonische Spiele – Puppet Master vs. Demonic Toys (Originaltitel: Puppet Master vs Demonic Toys, TV-Film)
- 2010: Puppet Master: Axis of Evil
- 2012: Puppet Master X: Axis Rising
- 2017: Puppet Master: Axis Termination
- 2018: Puppet Master: Das tödlichste Reich (Puppet Master: The Littlest Reich)
- 2020: Blade: The Iron Cross
- 2022: Puppet Master: Doktor Death

## Auszeichnungen
- 1990 nominiert als „Bester Film“ für den International Fantasy Film Award beim Fantasporto.